# Pseudoliparis
Pseudoliparis – rodzaj ryb promieniopłetwych, skorpenokształtnych z rodziny dennikowatych (Liparidae). Są jednymi z najgłębiej żyjących ryb na świecie. Obecnie do rodzaju zaliczane są trzy gatunki – dwa opisane w XX wieku i jeden w XXI wieku. Przedstawiciele tego rodzaju są dowodem na to, że dennikowate odniosły większy sukces od innych ryb głębinowych.

## Taksonomia
Wcześniej rodzaj ten uznawano za podrodzaj Careproctus.
Pierwszy gatunek z rodzaju, Pseudoliparis amblystomopsis, opisał radziecki (rosyjski) ichtiolog Anatolij Pietrowicz Andrijaszew w 1955 roku. Autor nazwał początkowo zwierzę Careproctus (Pseudoliparis) amblystomopsis, a jako miejsce typowe holotypu wskazał miejsce nieopodal wyspy Paramuszyr; dodatkowo w tytule zaznaczył, że ryba została znaleziona na głębokości ponad 7 km. Drugi gatunek, P. belyaevi, opisał ten sam ichtiolog we współpracy z D.L. Pitrukiem w 1993 roku; w tej samej pracy dokonano rewizji rodzaju. Epitet gatunkowy pozostaje aktualny. Pseudoliparis swirei został opisany w 2017 roku na łamach czasopisma „Zootaxa” przez Mackenzie E. Gerringer i współpracowników. Podobnie jak w przypadku poprzedniego taksonu, nazwa P. swirei pozostaje aktualna.
Analiza filogenetyczna przeprowadzona w 2017 roku obrazuje pokrewieństwo między dennikowatymi (Liparidae); jednakże geny cytochromu b, COI oraz 16S zbadano tylko u nowo opisanego gatunku P. swirei, a także P. belyaevi. Wedle tych badań oba gatunki są blisko spokrewnione z gatunkami Notoliparis. Tę teorię wspierają badania z 2019 roku, które w swej analizie genów poddały wyłącznie 2 okazy muzealne P. swirei.
Do rodzaju zalicza się następujące gatunki:
- Pseudoliparis amblystomopsis (Andrijaszew, 1955)
- Pseudoliparis belyaevi Andrijaszew & D.L. Pitruk, 1993
- Pseudoliparis swirei Gerringer et al. 2017

William Neil Eschmeyer w swej pracy Catalog of Fishes uznaje te ryby za przedstawicieli dennikowatych. Niektóre źródła, jak FishBase, wprawdzie zaliczają ten rodzaj do głowaczowców (Cottoidei), ale ten podrząd umiejscawiają w rzędzie okoniokształtnych (Perciformes). Gerringer et al. zaliczają jednak w swej pracy nowo opisany gatunek do rzędu skorpenokształtnych (Scorpaeniformes).

## Występowanie i siedlisko
Ryby z tego rodzaju występują w północno-zachodnim i zachodnio-centralnym Pacyfiku – P. amblystomopsis żyje w Rowie Kurylsko-Kamczackim i Rowie Japońskim (znaleziony na głębokości 7210–7230 metrów), P. belyaevi w Rowie Japońskim (żyjący na głębokości 7565–7587 metrów), natomiast trzeci takson – P. swirei – został stwierdzony na dnie Rowu Mariańskiego, na głębokości 7949 metrów. Zwierzęta te występują na głębokości hadalu, są jednymi z najgłębiej żyjących ryb na świecie. Wcześniej za takie zwierzę uznano Abyssobrotula galatheae, która złowiona została przy pomocy batyskafu, jednakże istnieją przypuszczenia, że ta ryba z rodziny wyślizgowatych (Ophidiidae) dzięki tej technice odłowu mogła zostać złapana w rzeczywistości na płytszych wodach. W 2023 roku sfilmowano przedstawicieli rodzaju Pseudoliparis w Rowie Izu-Ogasawara – ryby pływały na głębokości 8,3 km.

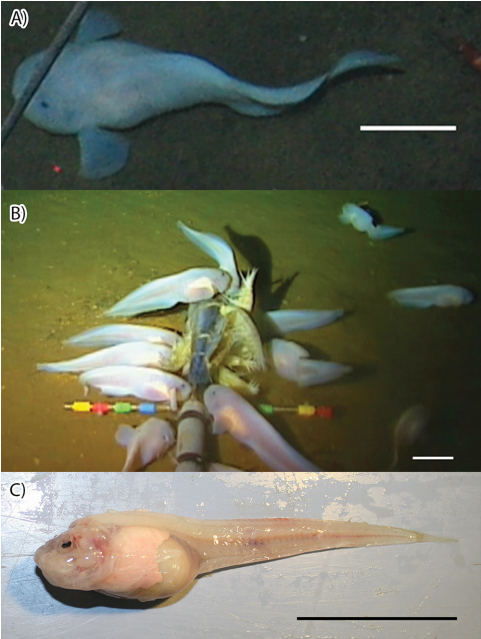
P. swirei

## Morfologia
Przedstawiciele Pseudoliparis są stosunkowo małymi rybami – P. amblystomopsis osiąga 23,8 cm długości całkowitej (TL), pokrewne gatunki, P. belyaevi oraz P. swirei osiągają kolejno: 10,8 cm długości standardowej (SL) i 22,6 cm SL. Mają blade ciało. W jednym z badań (dzięki otolitom) długość życia P. swirei oszacowano na od 5 do 16 lat. Szacunki te porównano z wiekiem pokrewnego, występującego na płytszych wodach Careproctus melanurus. Nie ma dokładnych odpowiedzi na to, dlaczego te ryby głębinowe odniosły taki sukces.

## Ekologia
Larwy tych dennikowatych rozwijają się najprawdopodobniej w wodach powyżej metalimnionu, będąc organizmami pelagicznymi; może to umożliwić przetrwanie narybkowi, który wylęga się z niewielkich ilości ikry.